# 아이노아 산타마리아
아이노아 산타마리아(Ainhoa Santamaría, 1980년 3월 20일 ~ )는 스페인의 배우이다.